# Chris Carter (escritor)
Chris Carter  (Brasília, 14 de Julho de 1965) é um escritor nascido no Brasil mas com cidadania norte-americana, de romances policiais. Ele aplica na escrita a sua experiência de vários anos como psicólogo criminal, seus livros da série do personagem Detetive Robert Hunter, foram todos best-sellers em alguns países. Seus livros já foram traduzidos para 20 línguas e tiveram êxitos de vendas na Dinamarca e na Alemanha. Neste último país, Chris Carter já vendeu mais de três milhões de exemplares. Seus livros são originalmente escritos em inglês.

## Biografia
Chris Carter nasceu em Brasília, Brasil, onde passou sua infância e adolescência. Após terminar o ensino médio, mudou-se para os Estados Unidos, onde se formou em Psicologia, com especialização em Comportamento Criminal, na Universidade de Michigan.
Após sua formatura na universidade, ele começou a trabalhar para a equipe de psicologia criminal da Equipe de Psicologia Criminal da Procuradoria do Estado de Michigan. Durante seu tempo como psicólogo criminal, ele trabalhou em vários casos de serial killers, junto com casos envolvendo outros tipos de assassinos e criminosos graves.
Depois disso largou a profissão e se mudou para Los Angeles, virou músico e depois de um período tocando para várias bandas de glam rock, ele decidiu tentar a sorte em Londres, onde teve a sorte de ter tocado para vários artistas famosos. Ele percorreu o mundo várias vezes como músico profissional, até que deixou tudo para se tornar escritor em tempo integral.
Também é um autor best-seller no Reino Unido, alguns de seus livros alcançando a lista dos 10 mais vendidos do Sunday Times, com o livro The Caller se tornando o best-seller nº 1 do Sunday Times. Na Polônia, o livro Gallery of the Dead foi indicado ao prêmio de Melhor Livro do Ano de 2019.
O autor declarou em entrevista que não é um um leitor prolífico, e sua carreira na literatura começou com um sonho:
Eu definitivamente não sou um leitor prolífico. Longe disso. (...) Eu também nunca tive um tutor ou mentor. Nunca fiz nenhum curso de escrita criativa nem li nenhum livro sobre o assunto. A verdade é que eu nunca tinha planejado escrever um livro. Eu nunca pensei em uma carreira de escritor e nunca passei nenhum tempo pensando em histórias ou desenvolvendo personagens na minha cabeça sobre os quais um dia gostaria de escrever. Minha imersão no mundo dos livros surgiu de um sonho que tive em 2007. De manhã mencionei o sonho para minha namorada, na época, e quando terminei ela disse: "Sabe de uma coisa, Chris? Você deveria escrever essa história. É uma boa ideia e eu realmente gosto da reviravolta no final.

## Obras

### Série do Detetive Robert Hunter
- The Crucifix Killer (2009) em Portugal: O Assassino do Crucifixo (TopSeller, 2016)
- The Executioner (2010) em Portugal: O Carrasco do Medo (TopSeller, 2016)
- The Night Stalker (2011) em Portugal: O Predador da Noite (TopSeller, 2017)
- The Death Sculptor (2012) em Portugal: O Escultor da Morte (TopSeller, 2017)
- One by One (2013) em Portugal: Um por Um (TopSeller, 2018)
- An Evil Mind (2014) em Portugal: Uma Mente Perversa (TopSeller, 2018)
- I Am Death (2015)
- The Caller (2017)
- The Gallery of the Dead (2018)
- Hunting Evil (2019)
- Written in Blood (2020)
- Genesis (2022)

#### Livro relacionado
- 0.5. The Hunter (novela, 2013)